# GK2型柴油机车
GK2型柴油机车是中国资阳内燃机车厂为地方工矿企业设计制造的一款调车及小运转用液力传动柴油机车，于1994年研制成功并投入批量生产，适用于铁路、冶金、石化、港口、地方铁路的调车和小运转作业。
GK2型柴油机车是根据石化企业提出的技术要求，由资阳内燃机车厂、中国石油化工总公司、茂名石化总公司联合设计的六轴液力传动工矿柴油机车。机车采用全钢电焊结构、单司机室、双侧外走廊、主车架承载的罩式车体。机车装用一台由16气缸、V型结构、四冲程、废气涡轮增压的MTU 16V 396 TC14型高速柴油机，气缸直径为165毫米，活塞行程为185毫米，额定转速为每分钟1500转，装车功率为1,875马力（1,380千瓦）。机车使用具有液力换向技术的德国福伊特L5r4ZU2型液力变速箱。走行部由两台可互换的三轴转向架组成，转向架之间设有横向连结器，可改善机车的曲线通过性能。
由于GK2型柴油机车采用全套进口的柴油机和液力传动装置，昂贵的价格使一般企业望而却步，该型机车的用户只有石化系统的茂名石化总厂。资阳内燃机车厂在GK2型柴油机车的基础上，曾经计划推出价格较低的GK2B型柴油机车，装用卡特彼勒3516型柴油机和国产液力变速箱，但最终没有落实。

## 参看
- GK1型柴油机车
- GK1C型柴油机车
- GK3型柴油机车